# Terry Cox
Terence William Harvey Cox, meglio conosciuto come Terry Cox (High Wycombe, 13 marzo 1937), è un batterista inglese, che ha suonato con diverse formazioni di folk rock, quali i Pentangle, i Duffy's Nucleus e gli Humblebums.
È noto anche per prestigiose collaborazioni con David Bowie ed Elton John. Dal 1974 al 1982 è stato il batterista di Charles Aznavour.

## Collaborazioni
- Alexis Korner - Sky High (1966)
- Alexis Korner - Blues Incorporated (1967)
- Alexis Korner - Bootleg Him! (1972)
- Alexis Korner - The BBC Radio Sessions (1994)
- Ashton & Lord - First of the Big Bands (1974)
- Bert Jansch - Birthday Blues (1968)
- Bert Jansch - Rosemary Lane (1971)
- Bread, Love & Dreams - Amaryllis (1971)
- Charles Aznavour - Aznavour Live 4: Olympia (1980)
- Cleo Laine - Return to Carnegie (1976)
- Damian Halloran and Maria Millward - Great Stories and Songs (2002)
- Dana Gillespie - Weren't Born a Man (1973)
- David Bowie - Space Oddity (1969)
- Digby Fairweather - Song for Snady
- Duffy Power - Little Boy Blue (1965-67)
- Duffy Power - Sky Blues (Rare Radio Sessions, 1968-94)
- Duffy Power - Innovations (1970)
- Elton John - Elton John (1970)
- Elton John - Madman Across the Water (1971)
- Fishbaugh Fishbaugh Zorn - Fishbaugh Fishbaugh & Zorn (1972)
- George Martin - Live and Let Die (colonna sonora, 1973)
- Harold McNair - Fence (1970)
- Harvey Andrews - Friends of Mine (1973)
- Jade - Fly on Strangewings (1970)
- Jan & Lorraine - Gypsy People (1969)
- John Dawson - Friend of Mine (1975)
- John Renbourn - Sir John Alot of Merrie Englandes Musyk Thyng & Ye Grene Knyghte (1968)
- John Renbourn - Lady and the Unicorn (1971)
- John Williams - Changes (1971)
- Leslie Duncan - Sing Children Sing (1971)
- Linda Lewis - Say No More (1971)
- Long John Baldry - Good to Be Alive (1976)
- Lynsey de Paul - Surprise (1973)
- Lynsey de Paul - Taste Me...Don't Waste Me (1974)
- Marian Segal - Fly on Strange Wings
- Mike Batt - Schizophonia (1977)
- Mike Silver - Troubadour (1973)
- Patrick and Matrix Yandall - That Feels Nice! (1993)
- Pete Atkin - The Road of Silk (1974)
- Philwit & Pegasus - Philwit & Pegasus (1970)
- Ray Warleigh - First Album (1969)
- Rick Springfield - Comic Book Heroes (1974)
- Rupert Hine - Pick Up a Bone (1971)
- Scott Walker - Stretch (1973)
- Scott Walker - We Had It All (1974)
- Shawn Brothers - Follow Me (1974)
- Shirley Collins - Within Sound Box Set (1970)
- Shirley & Dolly Collins - Love Death and The Lady (1970)
- The Sallyangie - Children of the Sun (1969)
- Tudor Lodge - Tudor Lodge (1971)
- Wally Whyton - It's Me Mum